# 李崇 (新朝)
李崇（?—?），中国新朝官员，王莽统治时期的西域都护。
王莽始建国五年（13年），西域焉耆攻杀西域都护但钦，投附匈奴。天凤三年（16年），李崇被任为西域都护，奉命与五威将军王骏、戊己校尉郭钦调遣尚在西域的戊已校尉属兵，率兵出西域稳定局势。西域各国都来欢迎，送粮助兵。王骏让李崇与自己共同进军焉耆，焉耆诈降，并聚兵自备。王骏率领莎车、龟兹兵分为数部攻打焉耆，遭焉耆的伏兵击败，姑墨、尉犁、危须之兵倒戈相向，王骏中伏被杀。李崇收集残余士卒，率领他们逃奔龟兹，又由龟兹逃奔莎车，受到莎车王康的保护，坚守数年之久。王莽末年，中原大乱，匈奴强盛。王莽死後，李崇战殁於西域。
1928年，中国学者黄文弼在新疆省沙雅县伯克里克村旁边的于什加提（三重城）发现“李忠之印”，又被解读为李崇之印。